# Cordia africana
Espèce
Classification phylogénétique
Cordia africana est une espèce de plantes à fleurs. Elle fait partie de la famille des Ehretiaceae selon la classification classique, ou de celle des Boraginaceae selon la classification phylogénétique.

## Synonymes
- Cordia abyssinica R.Br.
- Cordia holstii Gürke

## Répartition
Cet arbuste est originaire du Yémen et d'Afrique (Érythrée ,Éthiopie, Soudan, Kenya, Tanzanie, Ouganda, Burundi, Rwanda, République démocratique du Congo, Guinée, Nigeria, Angola, Malawi, Mozambique, Zambie, Zimbabwe et Afrique du Sud)

## Description
Cordia africana est un arbre à feuilles caduques à croissance rapide qui atteint des hauteurs allant jusqu'à 25 mètres.
Le tronc, qui mesure jusqu'à 90 centimètres de diamètre, se ramifie généralement à quelques mètres au-dessus du sol. La cime des arbres dense et richement ramifiée est expansive.
L'écorce est brunâtre et fissurée à écailleuse avec l'âge. L'écorce des jeunes rameaux est partiellement ou totalement poilue.
Les feuilles simples, pour la plupart alternes, sont pétiolées jusqu'à 13 centimètres de long. Les limbes des feuilles coriaces simples et rigides sont ovoïdes à largement ovales, parfois elliptiques à presque circulaires avec une longueur de 6 à 24 centimètres et une largeur de 4 à 20 centimètres, parfois aussi elliptiques à presque circulaires avec une forme presque pointue ou en forme de cœur et base de lame parfois asymétrique et extrémité supérieure arrondie à pointue. Le bord des feuilles est complètement ou peu échancré. Le dessous des feuilles est brunâtre et poilu, le dessus est rugueux. Les nervures sont proéminentes sur la face inférieure, avec cinq à sept paires d'artères latérales.

### Inflorescence et fleur
Les fleurs sont disposées en larges inflorescences en forme de parapluie et à poils fins.
La floraison hermaphrodite est sessile avec une symétrie radiale avec une double enveloppe de fleurs. Les sépales coriaces et à poils fins sont fusionnés en une coupe côtelée de 7 à 9 millimètres de long et à l'ouverture de 4 à 7 millimètres de large, qui a trois à cinq courtes dents de calice, qui apparaissent parfois à deux lèvres. Les pétales blancs de 17 à 24 millimètres de long sont fusionnés en une forme d'entonnoir, avec un tube de corolle de 15 à 22 millimètres de long et des lobes courts de 1,5 à 3,0 millimètres de long et de 10 à 15 millimètres de large. Les étamines courtes et fermées sont insérés à 3 à 5 millimètres de la base de la couronne. Sur un filet de 7 à 10 millimètres de long, il y a des anthères de 2 à 2,5 millimètres de long. L'ovaire permanent chauve et supérieur est en forme d'œuf avec une longueur d'environ 2 millimètres et un diamètre d'environ 1,5 millimètre. Le stylet mesure de 13 à 18 millimètres de long et se divise à 7 à 12 millimètres de l'ovaire en deux branches à deux branches, la zone allongée avec du tissu cicatriciel mesure 1,5 millimètre de long.
Les fleurs odorantes fournissent une riche nourriture aux abeilles.

### Fruits et graines
Le fruit à noyau relativement petit et, à maturité, jaunâtre à brun foncé, lisse mesure environ 12 millimètres de long et environ 8 millimètres de diamètre, ovoïde à ellipsoïdal ou obovale avec de petits restes du stylet à la pointe. Le fruit est entouré à la base par le calice permanent et contient généralement une à deux, plus rarement jusqu'à quatre graines. La pulpe collante et sucrée est comestible.

## Utilisation
Les fruits jaunes de cet arbre sont étonnamment juteux, frais et acidulés. Les Gude font réduire ce jus pour fabriquer une mélasse propre à aromatiser des gâteaux à la farine de mil, et consomment les fruits sous forme séchée et pilée.
L'arbre est recommandé pour la reforestation en Afrique et ne nuit pas à l'écosystème. Il possède un bois blanc très pur qui résiste à la chaleur. C'est un arbre solide destiné souvent à faire des poutres, une espèce utilisée pour son bois ainsi que comme plante ornementale.

## Galerie

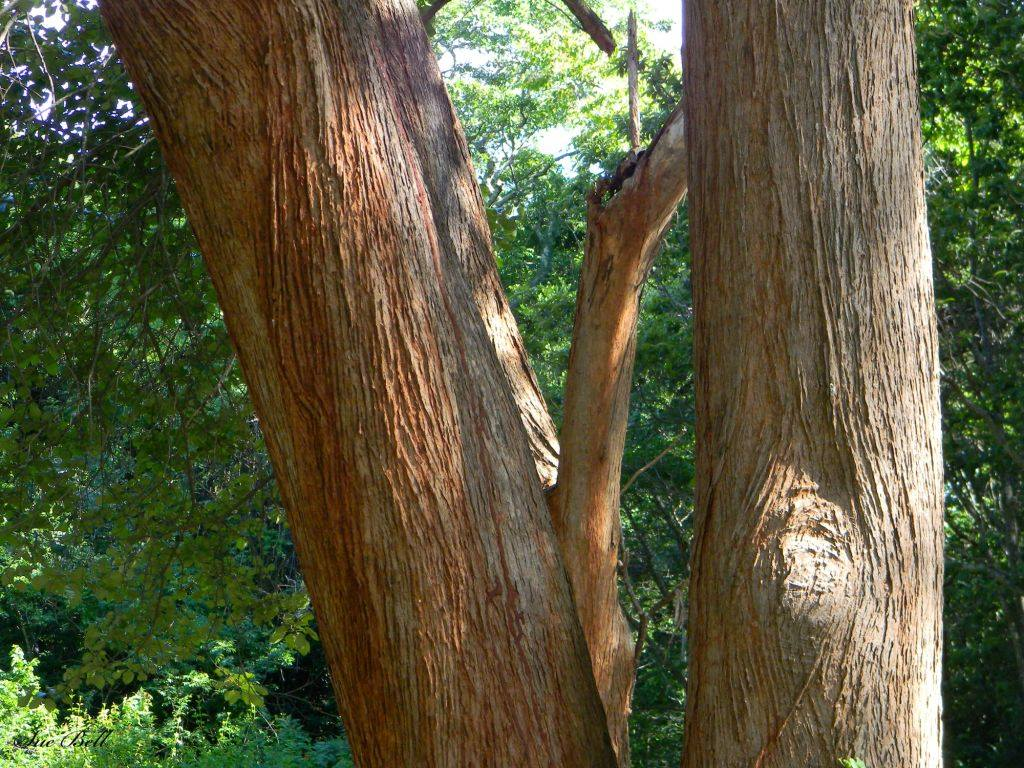
Tronc et écorce
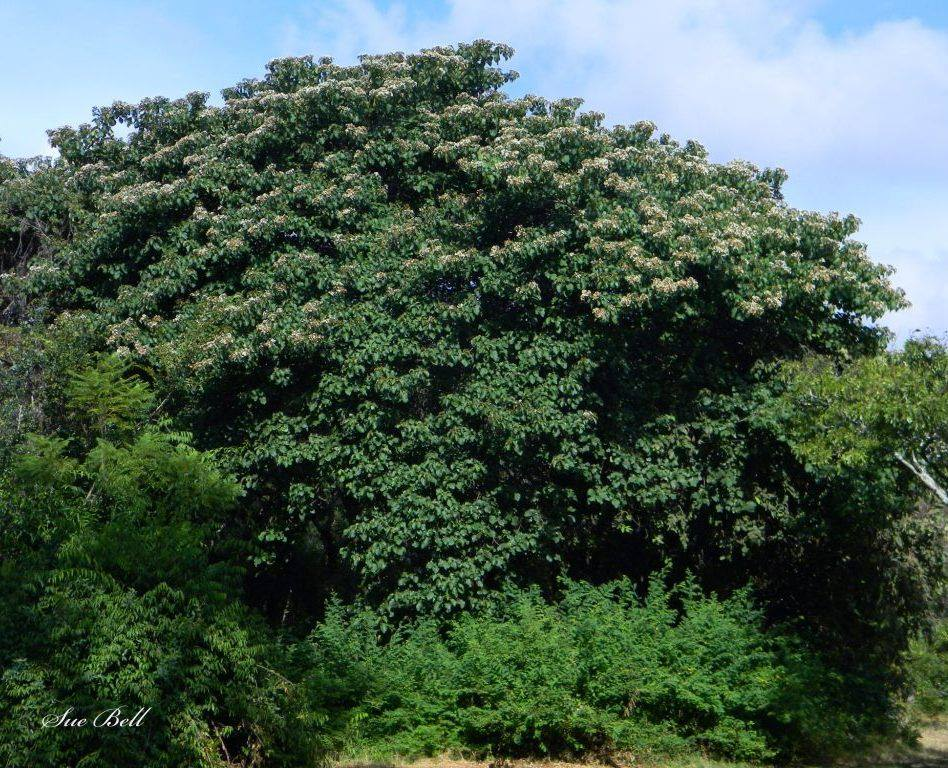
Canopée
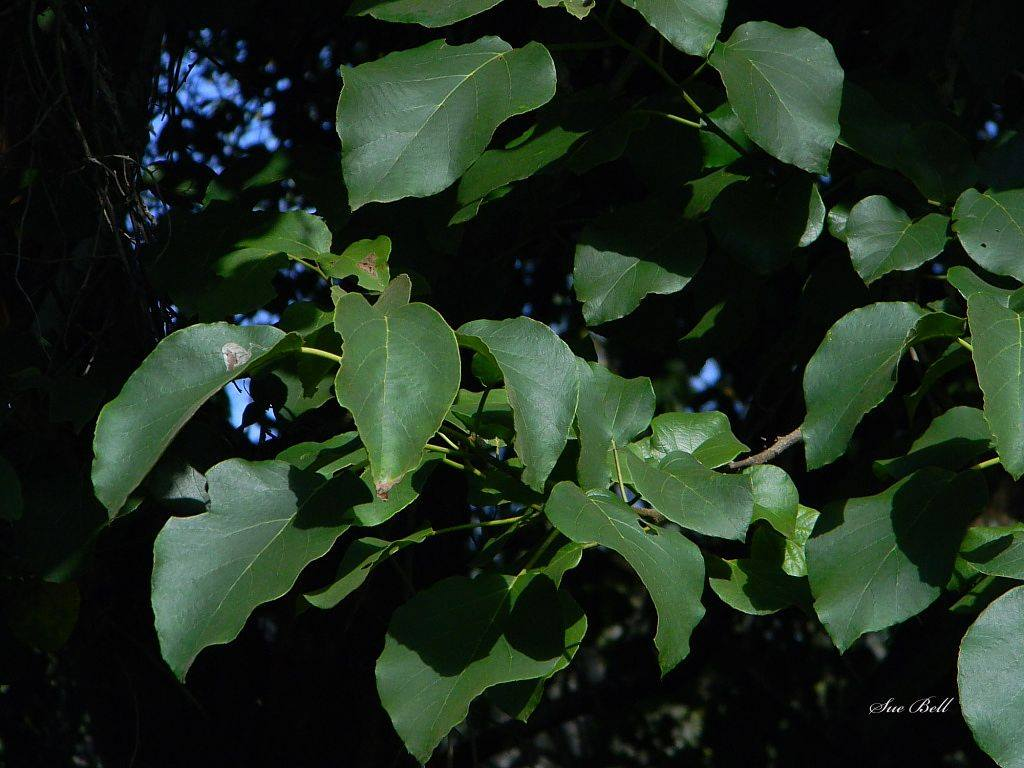
Feuillage